# Acordo de Maputo
O Acordo de Maputo, oficialmente o Acordo de Maputo para a Paz e Reconciliação Nacional, é um acordo de paz entre o Governo de Moçambique e a Renamo, assinado a 6 de agosto de 2019, com o objetivo de trazer a paz definitiva a Moçambique. O acordo foi assinado pelo Presidente da República de Moçambique, Filipe Nyusi, e pelo líder da Renamo, Ossufo Momade, em Maputo, e foi o resultado de anos de negociações. Foi precedido da assinatura do Acordo de Cessação Definitiva das Hostilidades Militares, a 1 de agosto de 2019, na Gorongosa.
O Acordo de Maputo compromete ambas as partes a pôr fim a todas as hostilidades políticas e militares e a implementar, na íntegra, o pacote legislativo sobre a descentralização. Compromete-se ainda com o desarmamento completo, desmobilização e subsequente reintegração socioeconómica dos ex-combatentes da Renamo e inclui disposições para a colocação de ex-combatentes na estrutura das Forças Armadas de Defesa de Moçambique (FADM) e nas unidades da Polícia da República de Moçambique (PRM).